# Krasobruslení na Zimních olympijských hrách 2018 – sportovní dvojice
Soutěže v krasobruslení sportovních dvojic na Zimních olympijských hrách 2018 proběhly 14. a 15. února 2018 ve sportovní hale Gangneung Ice Arena v Kangnungu.

## Výsledky
| P                | Jméno                                               | Krátký program | Volné jízdy | Celkem |
| ---------------- | --------------------------------------------------- | -------------- | ----------- | ------ |
| Zlatá medaile    | Aljona Savčenková a Bruno Massot (GER)              | 76,59          | 159,31      | 235,90 |
| Stříbrná medaile | Suej Wen-ťing a Chan Cchung (CHN)                   | 82,39          | 153,08      | 235,47 |
| Bronzová medaile | Meagan Duhamelová a Eric Radford (CAN)              | 76,82          | 153,33      | 230,15 |
| 4.               | Jevgenija Tarasovová a Vladimir Morozov (OAR)       | 81,68          | 143,25      | 224,93 |
| 5.               | Vanessa Jamesová a Morgan Cipres (FRA)              | 75,34          | 143,19      | 218,53 |
| 6.               | Valentina Marcheiová a Ondřej Hotárek (ITA)         | 74,50          | 142,09      | 216,59 |
| 7.               | Natalija Zabijaková a Alexandr Enbert (OAR)         | 74,35          | 138,53      | 216,59 |
| 8.               | Jü Siao-jü a Čang Chao (CHN)                        | 75,58          | 128,52      | 204,10 |
| 9.               | Julianne Seguinová a Charlie Bilodeau (CAN)         | 67,52          | 136,50      | 204,02 |
| 10.              | Nicole Della Monicaová a Matteo Guarise (ITA)       | 74,00          | 128,74      | 202,74 |
| 11.              | Kirsten Mooreová-Towersová a Michael Marinaro (CAN) | 65,68          | 132,43      | 198,11 |
| 12.              | Kristina Astachovová a Alexej Rogonov (OAR)         | 70,52          | 123,93      | 194,45 |
| 13.              | Rjom Te-ok a Kim Ču-sik (PRK)                       | 69,40          | 124,23      | 193,63 |
| 14.              | Anna Dušková a Martin Bidař (CZE)                   | 63,25          | 123,08      | 186,33 |
| 15.              | Alexa Scimecaová Knierimová a Chris Knierim (USA)   | 65,55          | 120,27      | 185,82 |
| 16.              | Annika Hökeová a Ruben Blommaert (GER)              | 63,04          | 108,94      | 171,98 |
| 17.              | Pcheng Čcheng a Ťin Jang (CHN)                      | 62,61          |             |        |
| 18.              | Jekatěrina Alexandrovská a Harley Windsor (AUS)     | 61,55          |             |        |
| 19.              | Paige Connersová a Jevgenij Krasnopolskij (ISR)     | 60,35          |             |        |
| 20.              | Miriam Zieglerová a Severin Kiefer (AUT)            | 58,80          |             |        |
| 21.              | Miu Suzakiová a Rjuiči Kihara (JPN)                 | 57,74          |             |        |
| 22.              | Kim Kju-un a Alex Kam (KOR)                         | 42,93          |             |        |

## Podrobné výsledky

### Volné jízdy
- Datum: 15.2.2018
- Čas: 10:30 KST

| P   | SP | Jméno                                               | Body za TP | Programové komponenty | Programové komponenty | Programové komponenty | Programové komponenty | Programové komponenty | Body za PK, PK(1,6) | Bodové srážky | Body celkem |
| P   | SP | Jméno                                               | Body za TP | BD                    | SP                    | PP                    | CH                    | IH                    | Body za PK, PK(1,6) | Bodové srážky | Body celkem |
| --- | -- | --------------------------------------------------- | ---------- | --------------------- | --------------------- | --------------------- | --------------------- | --------------------- | ------------------- | ------------- | ----------- |
| 1.  | 13 | Aljona Savčenková a Bruno Massot (GER)              | 82,07      | 9,57                  | 9,46                  | 9,82                  | 9,64                  | 9,79                  | 77,24               | 0             | 159,31      |
| 2.  | 14 | Meagan Duhamelová a Eric Radford (CAN)              | 79,86      | 9,21                  | 9,04                  | 9,32                  | 9,21                  | 9,14                  | 73,47               | 0             | 153,33      |
| 3.  | 15 | Suej Wen-ťing a Chan Cchung (CHN)                   | 76,29      | 9,57                  | 9,46                  | 9,54                  | 9,71                  | 9,71                  | 76,79               | 0             | 153,08      |
| 4.  | 16 | Jevgenija Tarasovová a Vladimir Morozov (OAR)       | 70,08      | 9,54                  | 9,18                  | 9,14                  | 9,32                  | 9,18                  | 74,17               | 1             | 143,25      |
| 5.  | 11 | Vanessa Jamesová a Morgan Cipres (FRA)              | 71,59      | 8,96                  | 8,82                  | 8,93                  | 9,04                  | 9,00                  | 71,60               | 0             | 143,19      |
| 6.  | 9  | Valentina Marcheiová a Ondřej Hotárek (ITA)         | 73,94      | 8,39                  | 8,32                  | 8,64                  | 8,57                  | 8,68                  | 68,15               | 0             | 142,09      |
| 7.  | 10 | Natalija Zabijaková a Alexandr Enbert (OAR)         | 70,36      | 8,54                  | 8,25                  | 8,57                  | 8,61                  | 8,64                  | 68,17               | 0             | 138,53      |
| 8.  | 5  | Julianne Seguinová a Charlie Bilodeau (CAN)         | 71,28      | 8,11                  | 7,93                  | 8,25                  | 8,18                  | 8,29                  | 65,22               | 0             | 136,50      |
| 9.  | 1  | Kirsten Mooreová-Towersová a Michael Marinaro (CAN) | 70,42      | 7,82                  | 7,50                  | 7,86                  | 7,79                  | 7,79                  | 62,01               | 0             | 132,43      |
| 10. | 7  | Nicole Della Monicaová a Matteo Guarise (ITA)       | 64,60      | 8,18                  | 8,00                  | 8,07                  | 8,25                  | 8,21                  | 65,14               | 1             | 128,74      |
| 11. | 12 | Jü Siao-jü a Čang Chao (CHN)                        | 62,98      | 8,68                  | 8,43                  | 8,21                  | 8,57                  | 8,32                  | 67,54               | 2             | 128,52      |
| 12. | 6  | Rjom Te-ok a Kim Ču-sik (PRK)                       | 63,65      | 7,68                  | 7,29                  | 7,71                  | 7,61                  | 7,57                  | 60,58               | 0             | 124,23      |
| 13. | 8  | Kristina Astachovová a Alexej Rogonov (OAR)         | 62,17      | 8,04                  | 7,82                  | 7,71                  | 8,21                  | 8,07                  | 63,76               | 2             | 123,93      |
| 14. | 3  | Anna Dušková a Martin Bidař (CZE)                   | 64,34      | 7,43                  | 7,39                  | 7,21                  | 7,36                  | 7,32                  | 58,74               | 0             | 123,08      |
| 15. | 2  | Alexa Scimecaová Knierimová a Chris Knierim (USA)   | 60,57      | 7,68                  | 7,54                  | 7,43                  | 7,75                  | 7,54                  | 60,70               | 1             | 120,27      |
| 16. | 4  | Annika Hökeová a Ruben Blommaert (GER)              | 53,79      | 6,93                  | 6,82                  | 6,79                  | 7,00                  | 6,93                  | 55,15               | 0             | 108,94      |

Reference: 

### Krátký program
- Datum: 14.2.2018
- Čas: 10:00 KST

| P   | SP | Jméno                                               | Body za TP | Programové komponenty | Programové komponenty | Programové komponenty | Programové komponenty | Programové komponenty | Body za PK, PK(0,8) | Bodové srážky | Body celkem |   |
| P   | SP | Jméno                                               | Body za TP | BD                    | SP                    | PP                    | CH                    | IH                    | Body za PK, PK(0,8) | Bodové srážky | Body celkem |   |
| --- | -- | --------------------------------------------------- | ---------- | --------------------- | --------------------- | --------------------- | --------------------- | --------------------- | ------------------- | ------------- | ----------- | - |
| 1.  | 17 | Suej Wen-ťing a Chan Cchung (CHN)                   | 44,49      | 9,36                  | 9,32                  | 9,61                  | 9,50                  | 9,57                  | 37,90               | 0             | 82,39       | Q |
| 2.  | 22 | Jevgenija Tarasovová a Vladimir Morozov (OAR)       | 43,97      | 9,46                  | 9,25                  | 9,54                  | 9,50                  | 9,39                  | 37,71               | 0             | 81,68       | Q |
| 3.  | 19 | Meagan Duhamelová a Eric Radford (CAN)              | 41,26      | 8,89                  | 8,64                  | 8,89                  | 9,00                  | 9,04                  | 35,56               | 0             | 76,82       | Q |
| 4.  | 21 | Aljona Savčenková a Bruno Massot (GER)              | 39,16      | 9,29                  | 9,18                  | 9,32                  | 9,46                  | 9,54                  | 37,43               | 0             | 76,59       | Q |
| 5.  | 12 | Jü Siao-jü a Čang Chao (CHN)                        | 42,10      | 8,39                  | 8,29                  | 8,46                  | 8,50                  | 8,21                  | 33,48               | 0             | 75,58       | Q |
| 6.  | 15 | Vanessa Jamesová a Morgan Cipres (FRA)              | 40,67      | 8,64                  | 8,43                  | 8,89                  | 8,68                  | 8,71                  | 34,67               | 0             | 75,34       | Q |
| 7.  | 18 | Valentina Marcheiová a Ondřej Hotárek (ITA)         | 40,36      | 8,32                  | 8,29                  | 8,68                  | 8,68                  | 8,71                  | 34,14               | 0             | 74,50       | Q |
| 8.  | 20 | Natalija Zabijaková a Alexandr Enbert (OAR)         | 40,13      | 8,68                  | 8,25                  | 8,64                  | 8,57                  | 8,64                  | 34,22               | 0             | 74,35       | Q |
| 9.  | 16 | Nicole Della Monicaová a Matteo Guarise (ITA)       | 40,41      | 8,43                  | 8,25                  | 8,46                  | 8,46                  | 8,39                  | 33,59               | 0             | 74,00       | Q |
| 10. | 7  | Kristina Astachovová a Alexej Rogonov (OAR)         | 38,93      | 7,89                  | 7,71                  | 8,00                  | 7,96                  | 7,93                  | 31,59               | 0             | 70,52       | Q |
| 11. | 10 | Rjom Te-ok a Kim Ču-sik (PRK)                       | 38,79      | 7,61                  | 7,36                  | 7,86                  | 7,71                  | 7,71                  | 30,61               | 0             | 69,40       | Q |
| 12. | 14 | Julianne Seguinová a Charlie Bilodeau (CAN)         | 35,63      | 7,96                  | 7,79                  | 8,04                  | 8,04                  | 8,04                  | 31,89               | 0             | 67,52       | Q |
| 13. | 11 | Kirsten Mooreová-Towersová a Michael Marinaro (CAN) | 34,46      | 7,89                  | 7,64                  | 7,68                  | 7,96                  | 7,86                  | 31,22               | 0             | 65,68       | Q |
| 14. | 13 | Alexa Scimecaová Knierimová a Chris Knierim (USA)   | 34,18      | 7,96                  | 7,54                  | 7,82                  | 7,89                  | 8,00                  | 31,37               | 0             | 65,55       | Q |
| 15. | 6  | Anna Dušková a Martin Bidař (CZE)                   | 34,62      | 7,18                  | 7,04                  | 7,11                  | 7,29                  | 7,18                  | 28,63               | 0             | 63,25       | Q |
| 16. | 8  | Annika Hökeová a Ruben Blommaert (GER)              | 34,61      | 7,11                  | 6,96                  | 7,18                  | 7,11                  | 7,18                  | 28,43               | 0             | 63,04       | Q |
| 17. | 9  | Pcheng Čcheng a Ťin Jang (CHN)                      | 33,50      | 7,64                  | 7,46                  | 7,50                  | 7,61                  | 7,43                  | 30,11               | 1             | 62,61       |   |
| 18. | 2  | Jekatěrina Alexandrovská a Harley Windsor (AUS)     | 34,70      | 7,00                  | 6,64                  | 6,75                  | 6,71                  | 6,46                  | 26,85               | 0             | 61,55       |   |
| 19. | 4  | Paige Connersová a Jevgenij Krasnopolskij (ISR)     | 34,26      | 6,54                  | 6,32                  | 6,68                  | 6,57                  | 6,50                  | 26,09               | 0             | 60,35       |   |
| 20. | 5  | Miriam Zieglerová a Severin Kiefer (AUT)            | 31,71      | 7,07                  | 6,93                  | 6,96                  | 7,07                  | 7,07                  | 28,09               | 1             | 58,80       |   |
| 21. | 3  | Miu Suzakiová a Rjuiči Kihara (JPN)                 | 32,89      | 6,39                  | 5,96                  | 6,29                  | 6,25                  | 6,18                  | 24,85               | 0             | 57,74       |   |
| 22. | 1  | Kim Kju-un a Alex Kam (KOR)                         | 21,04      | 6,04                  | 5,54                  | 5,57                  | 5,79                  | 5,68                  | 22,89               | 1             | 42,93       |   |

Reference: 